# Isterivanje Arnauta
Isterivanje Arnauta je naziv memoranduma koji je dr. Vasa Čubrilović, srpski akademik i političar, napisao 1937. godine za Stojadinovićevu vladu. Ovaj memorandum predlaže načine za rješavanje "albanskog problema" totalnim etničkim čišćenjem Kosova od Albanaca.
Da su njegova promišljanja ostala barem donekle relevantna i za vrijeme komunističke vladavine možemo vidjeti iz činjenice da je V. Čubrilović - inače povjesničar i građanski političar za vrijeme Kraljevine Jugoslavije, široko poznat kao sudionik atentata na nadojvodu Ferdinanda 1914. godine - bio ministar (najprije poljoprivrede, a potom šumarstva) u vladi FNRJ od 1945. do 1950. godine; da bi u godinama do mirovine bio na uglednom mjestu dekana Filozofskog fakulteta u Beogradu, te od 1959. dopisni, a od 1961. redoviti član SANU. 
Sličan memorandum o "rješavanju" pitanja etničkih manjina u Jugoslaviji sačinio je dr. Vasa Čubrilović i krajem 2. svjetskog rata za potrebe rada nove komunističke vlasti, kojoj je objasnio da je upravo sada povoljan trenutak za prisilno iseljavanje manjina, jer to isto čini SSSR, a spremaju se i druge europske zemlje sa znatnom njemačkom manjinom; izgleda da su njegovi savjeti poslušani koliko se tiče etničkog čišćenja oko pola milijuna jugoslavenskih Folksdojčera.
Čubrilović smatra da se može održati samo ona zemlja "koja je naseljena svojim vlastitim narodom" i da je "imperativna dužnost" države ne dopustiti da njeno važno strateško zemljište u rukama drži "nama neprijateljski i strani element". Čubrilović kritizira dotadašnju neučinkovitu srpsku kolonizaciju Kosova i predlaže učinkovitije metode fizičkog izgona albanskog stanovništva. On smatra da je osnovna pogreška odgovornih sudionika bila to što su na "nemirnom i krvavom" Balkanu htjeli primijeniti zapadne metode u rješavanju etničkih problema. Umjesto toga, on predlaže rješenje problema na balkanski način:

## Sredstva etničkog čišćenja
Dr. Vaso Čubrilović polazi sa stajališta da je jedini učinkoviti način rješenja albanskog pitanja - "raseljavanje Arnauta u masi". Da bi došlo do masovnog iseljavanja, on predlaže sljedeća sredstva pritiska:

### Stvaranje psihoze
Prvi uvjet je stvaranje psihoze. Radi toga je potrebno što prije naći agitatore, koji će agitirati za iseljavanje i pridobiti albansko svećenstvo i prve ljude od utjecaja, ili novcem ili prijetnjama.

### Državni pritisak
Drugo sredstvo je pritisak državnog aparata, koji treba do krajnosti iskoristiti zakone, kako bi "što više zagorčio opstanak Arnauta kod nas". U tu svrhu, Čubrilović predlaže jugoslavenskoj vladi: globe, uhićenja, nemilosrdno primjenjivanje svih policijskih propisa, kažnjavanje krijumčarenja, sječe šuma, puštanje pasa, gonjenje na tlaku i sva "ona druga srestva koja je u stanju da iznađe jedna praktična policija". Pored policijskih pritiska, Čubrilović predlaže i gospodarske: ne priznavanje starih tapija, obustavljanje rada na katastru, nemilosrdno utjerivanje poreza i svih javnih i privatnih dugova, oduzimanje državnih ispaša, općinskih ispaša, ukidanje koncesija, poslovnih dozvola za kafiće, trgovine, zanate, oduzimanje monopolskih dozvola, istjerivanje iz državne, privatne i samoupravne službe, itd.  Od sanitetskih mjera koje bi uvećale pritisak na albansko stanovništvo predlaže sljedeće: prisilno izvršenje svih propisa i po samim kućama, rušenje zidova i velikih plotova oko kuća, stroga primjena veterinarskih mjera koja će ometati izvođenje stoke na tržnice, itd. Dr. Čubrilović također predlaže i pritisak na vjeru: šikaniranje svećenstva, krčenje groblja, zabrana mnogoženstva i nemilosrdna primjena zakona da i ženska djeca moraju pohađati škole.

### Privatna inicijativa
Pored državnog pritiska, Vasa Čubrilović napominje da i "privatna inicijativa u tome pitanju može mnogo učiniti". On predlaže da se kolonistima podijeli oružje i da se na Kosovu započne četnička akcija. Dalje predlaže izazivanje sukoba Crnogoraca s Albancima u Metohiji i izazivanje lokalnih buna koje bi bile "krvavo ugušene najefikasnijim sredstvima", ne toliko vojskom koliko kolonistima, crnogorskim plemenima i četnicima.

### Paljenje naselja
Pored navedenih sredstava pritisaka na civilno stanovništvo, Čubrilović predlaže još jedno sredstvo "koje je Srbija vrlo praktički upotrijebila poslije 1878. godine - tajno paljenje sela i arnautskih četvrti po gradovima."

## Posljedice
Čubrilovićev memorandum Stojadinovićeva vlada nije mogla u cijelosti sprovesti u djelo zbog tadašnje ekonomske i vanjskopolitičke situacije. Njegovu primjenu je trajno zaustavio Travanjski rat i slom Kraljevine Jugoslavije. Zbog toga je ostao u arhivama i za njega godinama nitko osim malog broja ljudi nije znao. 
Čubrilović je slične ideje, odnosno plan koji bi trebao obuhvatiti sve neslavenske narode Jugoslavije, godine 1944. ponudio novim komunističkim vlastima. Plan je proveden samo u pogledu Njemačke nacionalne manjine, koja je dosljedno protjerana, da bi na njihovo mjesto bilo dovedeno slavensko stanovništvo. Čubrilović je kasnije primljen u KPJ: spis Isterivanje Arnauta "izbrisan" je iz njegove službene biografije, u kojem se nije spominjao niti kasniji sličan memorandum prezentiran komunističkim vlastima. 
Međunarodna javnost je za spis prvi put doznala 1960-ih, kada se njega dokopao Enver Hoxha, tadašnji komunistički vođa Albanije te ga koristio u propagandne svrhe. Službene jugoslavenske vlasti su opovrgnule njegovo postojanje, ali je počeo kružiti među povjesničarima. 
Jugoslavenska javnost je za Isterivanje Arnauta prvi put čula kada su neki njegovi dijelovi u siječnju 1988. objavljeni u beogradskom listu Borba, a nešto kasnije i u zagrebačkom časopisu Start. Tada je izazvao skandal jer je njime načeta reputacija ne samo uglednog povjesničara, nego i nobelovca Ive Andrića koji je navodno 1930-ih podržavao Čubrilovićeve planove.
Tekst je kasnije bio često navođen kao jedan od osnovnih dokumenata velikosrpske ideologije u 20. stoljeću, odnosno podloga za metode koje su za vrijeme raspada Jugoslavije srpske vlasti koristile u svrhu etničkog čišćenja Albanaca, Muslimana i Hrvata.
Neki autori smatraju da je Čubrilovićev plan o progonu Albanaca s Kosova ostvaren 1999. godine pod nazivom Operacija Potkovica.

## Vanjske poveznice
- Vaso Čubrilović: The Expulsion of the Albanians